# Megalagrion molokaiense
Megalagrion molokaiense là một loài chuồn chuồn kim trong họ Coenagrionidae. Nó là loài đặc hữu của Hawaii. Môi trường sống tự nhiên của nó là các khu rừng vùng núi ẩm nhiệt đới hoặc cận nhiệt đới.